# مک‌مث (دهانه)
مک‌مث یک دهانه برخوردی در ماه‌ است.

## دهانه‌های اقماری
این دهانه ۵ دهانه اقماری دارد.
| McMath | عرض جغرافیایی | طول جغرافیایی | قطر          |
| ------ | ------------- | ------------- | ------------ |
| A      | ۱۹.۲° N       | ۱۶۵.۳° W      | ۱۵.۰ کیلومتر |
| P      | ۱۳.۴° N       | ۱۶۸.۶° W      | ۲۸.۰ کیلومتر |
| J      | ۱۴.۸° N       | ۱۶۳.۳° W      | ۳۶.۰ کیلومتر |
| M      | ۱۶.۱° N       | ۱۶۵.۵° W      | ۱۵.۰ کیلومتر |
| Q      | ۱۴.۵° N       | ۱۶۷.۷° W      | ۲۰.۰ کیلومتر |